# Queensland Open 2010 - Doppio
Marc McCarroll e Gordon Reid hanno vinto il torneo battendo in finale Michael Dobbie e Ben Weekes per 7-5, 6-3.

## Teste di serie
1. Marc McCarroll /  Gordon Reid (Vincitori)

1. Michael Dobbie /  Ben Weekes (finalisti)

## Tabellone

### Legenda
| - Q = Qualificato - WC = Wild card - LL = Lucky loser | - ALT = Alternate - SE = Special Exempt - PR = Protected Ranking | - w/o = Walkover - r = Ritirato - d = Squalificato |

|  | Quarti di finale              | Quarti di finale              | Quarti di finale              | Quarti di finale | Quarti di finale |  |  | Semifinali                 | Semifinali                 | Semifinali                 | Semifinali                | Semifinali                |   |   | Finale                     | Finale                     | Finale                     | Finale | Finale |  |
|  |                               |                               |                               |                  |                  |  |  |                            |                            |                            |                           |                           |   |   |                            |                            |                            |        |        |  |
|  | 1                             | Marc McCarroll Gordon Reid    | Marc McCarroll Gordon Reid    | 6                | 6                |  |  |                            |                            |                            |                           |                           |   |   |                            |                            |                            |        |        |  |
|  |                               | Pedro Kruemmel Daniel O'Neil  | Pedro Kruemmel Daniel O'Neil  | 0                | 0                |  |  | Marc McCarroll Gordon Reid | Marc McCarroll Gordon Reid | Marc McCarroll Gordon Reid | 7                         | 6                         |   |   |                            |                            |                            |        |        |  |
|  | Richard Engles Adam Kellerman | Richard Engles Adam Kellerman | Richard Engles Adam Kellerman | 1                | 0                |  |  | Lee Hinson David Johnson   | Lee Hinson David Johnson   | Lee Hinson David Johnson   | 63                        | 3                         |   |   |                            |                            |                            |        |        |  |
|  | Lee Hinson David Johnson      | Lee Hinson David Johnson      | Lee Hinson David Johnson      | 6                | 6                |  |  |                            |                            |                            |                           |                           |   |   | Marc McCarroll Gordon Reid | Marc McCarroll Gordon Reid | Marc McCarroll Gordon Reid | 7      | 6      |  |
|  | Glenn Barnes Eamon Wood       | Glenn Barnes Eamon Wood       | Glenn Barnes Eamon Wood       | 6                | 6                |  |  |                            |                            | Michael Dobbie Ben Weekes  | Michael Dobbie Ben Weekes | Michael Dobbie Ben Weekes | 5 | 3 |                            |                            |                            |        |        |  |
|  | Andrew Browning Henry De Cure | Andrew Browning Henry De Cure | Andrew Browning Henry De Cure | 1                | 2                |  |  | Glenn Barnes Eamon Wood    | Glenn Barnes Eamon Wood    | 0                          | 6                         | 1                         |   |   |                            |                            |                            |        |        |  |
|  |                               | Keegan Oh-Chee Phillip Rowe   | Keegan Oh-Chee Phillip Rowe   | 2                | 3                |  |  | Michael Dobbie Ben Weekes  | Michael Dobbie Ben Weekes  | 6                          | 4                         | 6                         |   |   |                            |                            |                            |        |        |  |
|  | 2                             | Michael Dobbie Ben Weekes     | Michael Dobbie Ben Weekes     | 6                | 6                |  |  |                            |                            |                            |                           |                           |   |   |                            |                            |                            |        |        |  |